# Kabinett Rajoy II
Das Kabinett Rajoy II amtierte vom 31. Oktober 2016 bis zum 1. Juni 2018 als Minderheitsregierung Spaniens.

## Regierungsbildung
Bei der Wahl im Dezember 2015 hatte die bis dahin regierende Partido Popular ihre absolute Mehrheit im spanischen Parlament verloren. Nachdem es über Monate hinweg nicht gelang, eine Koalitionsregierung zu bilden, wurde das Parlament im Mai 2016 aufgelöst. Die hieraus resultierende Neuwahl im Juni 2016 änderte an den Mehrheitsverhältnissen nur wenig.
Im ersten Wahlgang am 27. Oktober 2016 konnte Rajoy nicht die absolute Mehrheit von 176 von 350 Stimmen auf sich vereinigen, um als Ministerpräsident gewählt zu werden. Im zweiten Wahlgang am 29. Oktober genügte eine relative Mehrheit, sodass Rajoy bei Zustimmung von 170 Stimmen, Ablehnung durch 111 Abgeordnete bei Enthaltung von 68 Stimmen in das Amt des Ministerpräsidenten gewählt wurde. Rajoy bildete daraufhin eine Minderheitsregierung, die u. a. von den Ciudadanos und der Eusko Alderdi Jeltzalea-Partido Nacionalista Vasco unterstützt wurde.
Die Regierung Rajoy II verlor am 1. Juni 2018 ein konstruktives Misstrauensvotum im spanischen Parlament, neuer Ministerpräsident wurde dabei Pedro Sánchez, der Vorsitzende der spanischen Sozialisten (PSOE).

## Zusammensetzung des Kabinetts

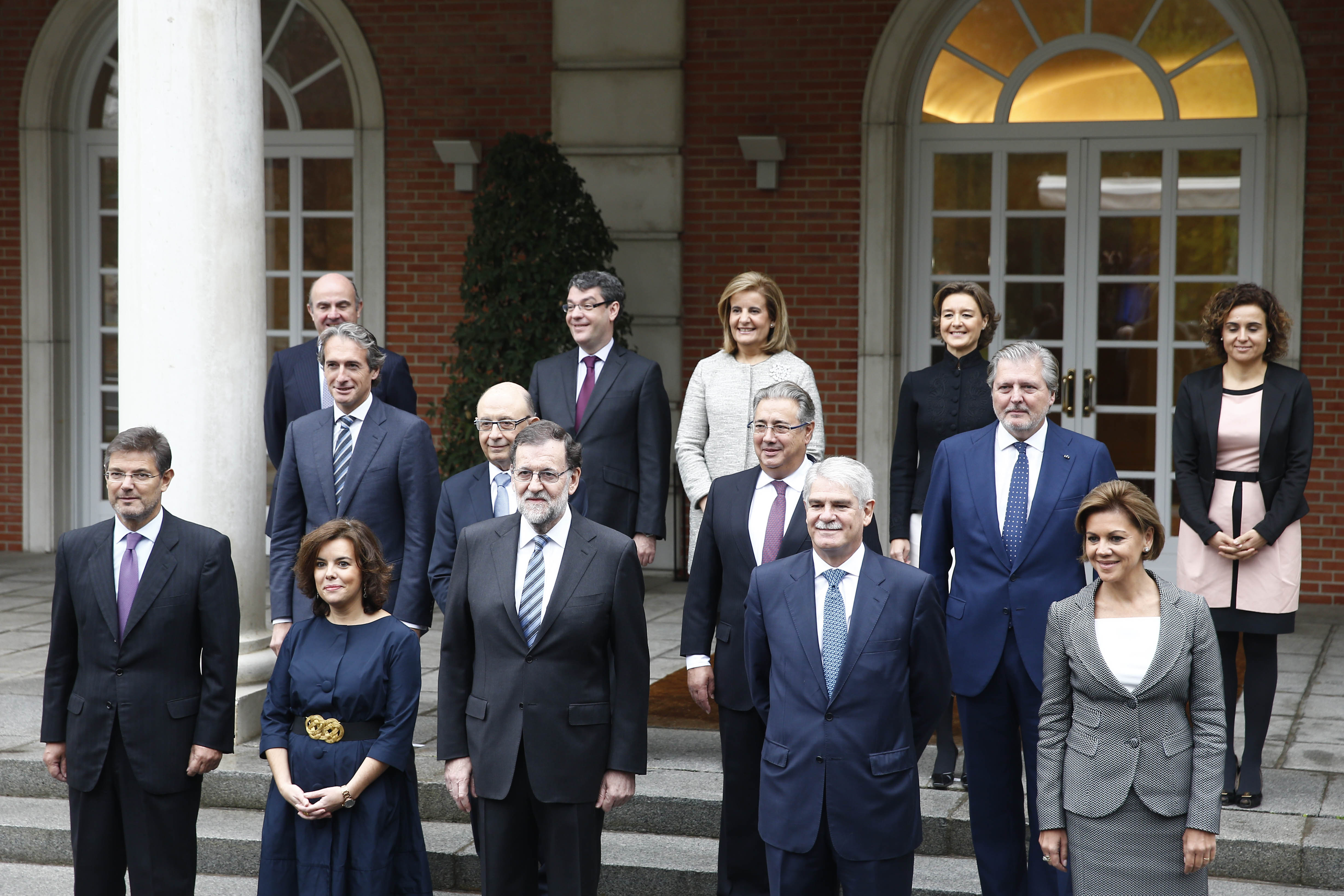
Kabinett Rajoy II (2016)

| Amt oder Ressort                                                                                  | Bild                              | Amtsinhaber(in)                                                     | Partei | Partei    |
| ------------------------------------------------------------------------------------------------- | --------------------------------- | ------------------------------------------------------------------- | ------ | --------- |
| Ministerpräsident                                                                                 | Mariano Rajoy                     | Mariano Rajoy                                                       |        | PP        |
| Stellvertretende Ministerpräsidentin Präsidialministerin und Ministerin für Territorialverwaltung | Soraya Sáenz de Santamaría        | Soraya Sáenz de Santamaría                                          | PP     |           |
| Minister für Äußeres und Entwicklungshilfe                                                        | Alfonso Dastis                    | Alfonso Dastis                                                      |        | Parteilos |
| Justizminister                                                                                    | Rafael Catalá Polo                | Rafael Catalá Polo                                                  |        | PP        |
| Verteidigungsministerin                                                                           | María Dolores de Cospedal García  | María Dolores de Cospedal García                                    | PP     |           |
| Minister für Finanzen und öffentliche Verwaltung                                                  | Cristóbal Montoro                 | Cristóbal Montoro                                                   | PP     |           |
| Innenminister                                                                                     | Juan Ignacio Zoido Álvarez        | Juan Ignacio Zoido Álvarez                                          | PP     |           |
| Minister für öffentliche Förderung                                                                | Inigo Joaquin de la Serna Hernáiz | Íñigo Joaquín de la Serna Hernáiz                                   | PP     |           |
| Minister für Bildung, Kultur und Sport                                                            | Íñigo Méndez de Vigo              | Íñigo Méndez de Vigo                                                | PP     |           |
| Ministerin für Arbeit und Soziales                                                                | Fátima Báñez                      | Fátima Báñez                                                        | PP     |           |
| Minister für Energie, Tourismus und Digitale Agenda                                               | Álvaro María Nadal Belda          | Álvaro María Nadal Belda                                            | PP     |           |
| Ministerin für Landwirtschaft, Fischerei, Ernährung und Umwelt                                    | Isabel García Tejerina            | Isabel García Tejerina                                              | PP     |           |
| Minister für Wirtschaft, Industrie und Wettbewerb                                                 | Luis de Guindos · Román Escolano  | Luis de Guindos (bis 7. März 2018) Román Escolano (ab 7. März 2018) |        | Parteilos |
| Ministerin für Gesundheit, soziale Dienste und Gleichstellung                                     | Dolors Montserrat                 | Dolors Montserrat                                                   |        | PP        |